# Surju
Surju (em estoniano:  Surju vald) é um município rural estoniano localizado na região de Pärnumaa.